# 穿裘皮的维纳斯 (1967年电影)
《穿裘皮的维纳斯》（英語：Venus in Furs）是一部1967年的性剝削電影，由乔·马尔扎诺執導，芭芭拉·埃伦主演。劇本由马尔扎诺和埃伦根據利奧波德·馮·薩克-馬索克的同名小說創作而来。

## 发行
該影片已由Something Weird Video在美国發行DVD版。